# 八景山
八景山（やけやま）とは、長野県松本市にある地名。
昔は、焼山と書いたが焼山から八ヶ山→八景山と変わり現在まで八景山となっている。

## 概要
東に隣接する立田よりも古い歴史を誇る町並みが特徴で、南には梓川がある。
2014年3月1日現在で、世帯数47、人口121（男性59、女性62）である。

## 周辺
- 梓川
- 新島々駅
  - 南方、梓川の対岸にある。路線バスもあるのだが本数は少ないので、住民は八景山橋を渡り新島々駅を利用する。

## アクセス
- アルピコ交通上高地線（通称・松本電鉄）で松本駅から新島々駅まで30分、駅から4～5分の八景山橋を渡る。沈下橋のため増水時は迂回が必要。
- ぐるっとまつもとバス（運行アルピコタクシー）梓川・波田線でJR梓橋駅から八景山系統（土曜・休日運休）に乗り約50分で八景山下車。

かつてはアルピコ交通バス（通称・松本電鉄バス）梓川線バスでJR一日市場駅から約35分で利用可能(土曜休日運休)だった。